# Čechita
La čechita és un mineral de la classe dels fosfats, que pertany al grup de l'adelita-descloizita. Rep el seu nom de František Čech (1929-1995), mineralogista de la Universitat Carolina de Praga.

## Característiques
La čechita és un fosfat de fórmula química PbFe2+VO₄(OH). Cristal·litza en el sistema ortoròmbic. La seva duresa a l'escala de Mohs és 4,5 a 5. És l'anàleg amb Fe2+ de la pirobelonita.
Segons la classificació de Nickel-Strunz, la čechita pertany a «08.BH: Fosfats, etc. amb anions addicionals, sense H₂O, amb cations de mida mitjana i gran, (OH, etc.):RO₄ = 1:1» juntament amb els següents minerals: thadeuïta, durangita, isokita, lacroixita, maxwellita, panasqueiraïta, tilasita, drugmanita, bjarebyita, cirrolita, kulanita, penikisita, perloffita, johntomaïta, bertossaïta, palermoïta, carminita, sewardita, adelita, arsendescloizita, austinita, cobaltaustinita, conicalcita, duftita, gabrielsonita, nickelaustinita, tangeïta, gottlobita, hermannroseïta, descloizita, mottramita, pirobelonita, bayldonita, vesignieïta, paganoïta, jagowerita, carlgieseckeïta-(Nd), attakolita i leningradita.

## Formació i jaciments
Aquesta espècie va ser descrita a partir d'exemplars trobats a la mina Alexander i a l'aflorament del filó Pošepný, tots dos indrets a Vrančice, a Příbram (Bohèmia, República Txeca). També ha estat descrita al dipòsit de barita d'Isallo, a Magliolo (Ligúria, Itàlia), a la mina Maria Magdalena (Ulldemolins, Priorat, i a la mina Silver Coin, a Valmy (Nevada, Estats Units).